# Защита персональных данных
Защи́та персональных данных — комплекс мероприятий технического, организационного и организационно-технического характера, направленных на защиту сведений, относящихся к определённому или определяемому на основании такой информации физическому лицу (субъекту персональных данных).
Защита персональных данных включена в раздел охраны труда на предприятии, является самостоятельным элементом. Государство[какое?] гарантирует работникам защиту их персональных данных, а также их права на труд, с учетом использования их персональных данных (например, паспорт).

## Этапы работ по защите персональных данных
Обязательные[почему?] (в том числе предварительные) этапы работ по защите персональных данных:
- Определить все ситуации, когда требуется проводить обработку персональных данных.
- Выделить бизнес-процессы, в которых обрабатываются персональные данные.
- Выбрать ограниченное число бизнес-процессов для проведения аналитики. На этом этапе формируется перечень подразделений и сотрудников компании, участвующих в обработке ПДн в рамках своей служебной деятельности.
- Определить круг информационных систем и совокупность обрабатываемых ПДн.
- Провести категорирование ПДн и предварительную классификацию информационных систем (ИС).
- Выработать меры по снижению категорий обрабатываемых ПДн.
- Сформировать актуальную модель угроз для каждой информационной системы обработки персональных данных (ИСПДн).
- Подготовить техническое задание (ТЗ) по созданию требуемой системы защиты.
- Провести уточнение классов ИС, с последующей подготовкой рекомендаций по использованию технических средств защиты ПДн.
- Подать уведомление о начале обработки персональных данных в Уполномоченный орган по защите прав субъектов персональных данных (Роскомнадзор) для регистрации в качестве оператора ПДн.
- Отправить заявку на получение экземпляров руководящих документов ФСТЭК России по организации системы защиты.
- Разработать требования для конкретной ИСПДн, с учетом присвоенного класса защиты.
- Подготовить технический проект по защите ИСПДн и помещений.
- Разработать пакет организационно-распорядительных документов для СЗПДн (положения, приказы, инструкции, регламенты);
- Спроектировать и внедрить систему защиты персональных данных (СЗПДн);
- Взять согласия на обработку ПДн с субъектов персональных данных;
- Проводить контрольные мероприятия по выявлению нарушений защиты персональных данных.

Проверить при трансграничной передаче находится ли получатель персональных данных в стране, где осуществляется надлежащая защита персональных данных.

## В РФ
В Российской Федерации защита персональных данных сводится к созданию режима обработки персональных данных, включающего:
- Создание внутренней документации по работе с персональными данными.
- Создание организационной системы защиты персональных данных.
- Внедрение технических мер защиты.
- Получение лицензий регулирующих органов (ФСБ, ФСТЭК). Лицензия ФСТЭК России на Техническую защиту конфиденциальной информации нужна только в случае если организация оказывает услуги по созданию системы защиты персональных данных для других лиц. При создании системы защиты персональных данных силами организации (для собственных нужд) как техническими средствами, так и организационными — данная лицензия не нужна.
- Получение сертификатов регулирующих органов (ФСБ, ФСТЭК) на средства защиты информации.